# Анали
Анали (лат. annāles, од annus – „година“) или летописи (црсл. лѣтописы) су историографска дела наративног карактера која описују догађаје по хронолошком редоследу, и то по годинама. Збивања се у аналима, односно летописима излажу у сажетом облику, нижући се годину за годином (лето за летом, отуда летопис). Јављају се већ у старовековном периоду, а веома су чести током средњег века, док током раног нововеквног периода састављање анала, односно летописа постепено престаје.
Анали, одосно летописи по правилу бележе значајније догађаје, као што су долазак на власт или смрт владара, великаша или весрких старешина, избијање и исход ратова и битака, подизање или разарање храмова, епидемије и разне природне појаве. Излагање у аналима је најчешће оскудно и неповезано, а догађаји се нижу хронолошки, најчешће без опширније нарације.
У средњовековној историографији западне Европе, међу најпознатијим делима ове врсте су Анали франачког краљевства (лат. Annales regni Francorum), који су настали у 9. веку.
У старој српској историографији из средњовековног и раног нововковног периода, јављају се и анали, односно стари српски летописи, који су настали по угледу на сродна византијска дела. У старој дубровачкој историографији, међу најранијим делима ове врсте су Дубровачки летописи (лат. Annali di Ragusa), које је у 16. веку саставио Никола Рањина.
Темин анали се временом почео употребљавати и у симболичном значењу, као описни назив за разна историјска, па чак и књижевна дела која нису имала строго хронолошку структуру, а у новије време под називом анали се објављују и разни научни часописи.